# Oscar Swahn
Oscar Swahn (suec: Oscar Gomer Swahn)  (Tanum, 20 d'octubre de 1847 - Estocolm, 1 de maig de 1927) fou un tirador olímpic suec, guanyador de sis medalles olímpiques. És el campió olímpic de més edat (72 anys) així com el participant i guanyador d'una medalla de més edat (76 anys).

## Biografia
Va néixer el 20 d'octubre de 1847 a la ciutat de Tanum, població situada al comtat de Västra Götaland (Suècia). És pare del també tirador i medallista olímpic Alfred Swahn.
Va morir l'1 de maig de 1927 a la seva residència d'Estocolm, capital de Suècia.

## Carrera esportiva
Va participar, als 60 anys, en els Jocs Olímpics d'Estiu de 1908 celebrats a Londres (Regne Unit), on va aconseguir guanyar la medalla d'or en les proves de tir al cérvol (tret simple) i tir al cérvol (tret simple) per equips, així com la medalla de bronze en la prova de tir al cérvol (tret doble). En aquests Jocs Olímpics però no aconseguí ser el participant ni el campió olímpic de més edat, ja que el britànic Joshua Millner aconseguí guanyar la medalla d'or en Rifle militar 300 m. als 61 anys.
La seva participació en els Jocs Olímpics d'Estiu de 1912 realitzats a Estocolm (Suècia), als 64 anys, el convertí en el participant de més edat a aconseguir aquest fet, al qual s'uní la consecució de la medalla d'or en la prova de tir al cérvol (tret simple) per equips (esdevenint el medallista i campió olímpic de més edat). En aquesta mateixos Jocs aconseguí guanyar la medalla de bronze en la prova de tir al cérvol (tret doble) i fou cinquè en la prova de tir al cérvol (tret simple), una prova que guanyà el seu fill Alfred. També participà en la prova de fossa olímpica, si bé fou únicament cinquanta-setè.
Després del parèntesi de la Primera Guerra Mundial, participà en els 72 anys en els Jocs Olímpics d'Estiu de 1920 realitzats a Anvers (Bèlgica) on, si bé no va destacar en les proves individuals, aconseguí guanyar la medalla de plata en la prova de tir al cérvol (tret doble) per equips i fou quart en la prova de tir al cérvol (tret simple) per equips. Amb la consecució d'aquesta medalla Swahn es convertí en l'esportista de més edat en participar en uns Jocs i en aconseguir una medalla olímpica.
Classificat per als Jocs Olímpics d'estiu de 1924 realitzats a París (França), únicament una malaltia impedí la seva participació als 76 anys.